# John Ferguson (hockey sur glace)
 (mars 2019).
Si vous disposez d'ouvrages ou d'articles de référence ou si vous connaissez des sites web de qualité traitant du thème abordé ici, merci de compléter l'article en donnant les références utiles à sa vérifiabilité et en les liant à la section « Notes et références ».
Pour les articles homonymes, voir John Ferguson (homonymie), Ferguson et Bowie.
John Bowie « Fergy » Ferguson, Sr. (né le 5 septembre 1938 à Vancouver, Canada et mort le 14 juillet 2007), est un joueur professionnel de hockey de la Ligue nationale de hockey. Il y a joué entre 1963 et 1971 pour les Canadiens de Montréal au poste d'ailier. Il a remporté cinq fois la Coupe Stanley en 1965, 1966, 1968, 1969 et 1971.
Sa carrière de joueur achevée, il devint entraîneur et fut assistant-entraîneur de l'équipe du Canada lors de sa victoire en Série du siècle en 1972 face à l'URSS. Il devient ensuite entraîneur principal des Rangers de New York jusqu'en 1978.Il a été le directeur-gérant des Jets de Winnipeg de 1979 à 1989.Il était aussi un excellent joueur de cross.
Son fils, John Ferguson, Jr., a déjà été directeur-général et vice-président exécutif des Maple Leafs de Toronto.